# Jimmy McIlroy
Jimmy McIlroy (Lambeg, 25 ottobre 1931 – 20 agosto 2018) è stato un allenatore di calcio e calciatore nordirlandese, di ruolo centrocampista.

## Carriera

### Club
La carriera di McIlroy si sviluppò quasi interamente al Burnley, con il quale vinse il campionato inglese nel 1959-1960 ed arrivò in finale di FA Cup nel 1962.

### Nazionale
Tra il 1951 ed il 1965 ha totalizzato complessivamente 10 reti in 55 presenze con la nazionale dell'Irlanda del Nord, con cui ha anche partecipato ai Mondiali del 1958 (prima rassegna iridata a cui il Paese prendeva parte nella sua storia.

## Palmarès
- First Division: 1

Burnley: 1959-1960
- Charity Shield: 1

Burnley: 1960